# Charaxes alticola
Charaxes alticola is een vlinder uit de familie van de Nymphalidae. De wetenschappelijke naam van de soort is voor het eerst geldig gepubliceerd in 1912 door Grünberg.